# Шилово (Бабушкінський район)
Ши́лово (рос. Шилово) — присілок у складі Бабушкінського району Вологодської області, Росія. Входить до складу Міньковського сільського поселення.

## Населення
Населення — 4 особи (2010; 15 у 2002).
Національний склад (станом на 2002 рік):
- росіяни — 100 %